# Galois (cráter)

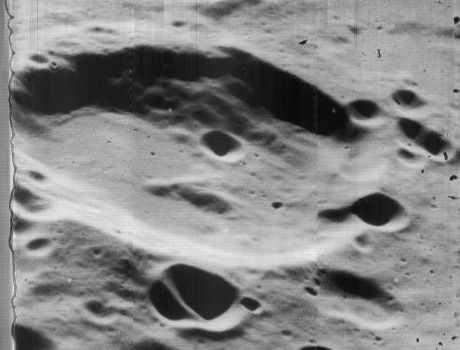
Vista oblicua de Galois A

Galois es un gran cráter de impacto situado en la cara oculta de la Luna. Las características de esta clase se denominan comúnmente llanuras amuralladas, debido a su apariencia y dimensiones. Se encuentra justo al sureste de otra gran llanura amurallada, el cráter Korolev, una formación casi con el doble del diámetro de Galois. Varios cientos de kilómetros hacia el sur aparece otro cráter enorme, Apolo.
|  |

Se trata de un elemento muy erosionado, con un borde reconfigurado por numerosos impactos particularmente a lo largo del borde noroeste, donde se encuentra cerca de Korolev. Una afluencia de material forma una protuberancia hacia el interior en su lado sur, que está afectado por Galois P. El suelo interior también está cubierto por varios cráteres notables, como Galois A y Galois L que forman una pareja casi de iguales cerca del punto medio. En el lado noreste del brocal aparecen Galois B y  Galois C, mientras que Galois T se apoya contra la pared interior en el noroeste. La sección más intacta y casi al mismo nivel de la plataforma interior es el sector suroeste del interior.
Un pequeño cráter de impacto sin nombre localizado en el lado noreste de Galois tiene un albedo relativamente alto y se encuentra en el centro de un pequeño sistema de marcas radiales. Los rayos de este impacto son los más destacados en el norte, donde cruzan el suelo del cráter Mechnikov. Estos cráteres que tienen un sistema de rayos se consideran indicativos de un impacto relativamente reciente, ya que los rayos van siendo borrados constantemente por la intemperie espacial.

## Cráteres satélite
Por convención estos elementos son identificados en los mapas lunares poniendo la letra en el lado del punto medio del cráter más próximo a Galois.
|        | \| Galois \| Coordenadas \| Diámetro \| \| ------ \| -------------------------------- \| -------- \| \| A \| 14°00′S 152°30′O / -14.0, -152.5 \| 54 km \| \| B \| 11°18′S 151°48′O / -11.3, -151.8 \| 20 km \| \| C \| 12°24′S 150°30′O / -12.4, -150.5 \| 22 km \| \| F \| 13°54′S 146°24′O / -13.9, -146.4 \| 13 km \| \| H \| 15°12′S 150°54′O / -15.2, -150.9 \| 19 km \| \| L \| 15°30′S 152°00′O / -15.5, -152.0 \| 51 km \| \| M \| 16°06′S 152°24′O / -16.1, -152.4 \| 18 km \| \| Q \| 15°12′S 154°42′O / -15.2, -154.7 \| 132 km \| \| S \| 14°30′S 154°54′O / -14.5, -154.9 \| 18 km \| \| U \| 13°12′S 154°42′O / -13.2, -154.7 \| 35 km \| |          |
| Galois | Coordenadas | Diámetro |
| A      | 14°00′S 152°30′O / -14.0, -152.5 | 54 km    |
| B      | 11°18′S 151°48′O / -11.3, -151.8 | 20 km    |
| C      | 12°24′S 150°30′O / -12.4, -150.5 | 22 km    |
| F      | 13°54′S 146°24′O / -13.9, -146.4 | 13 km    |
| H      | 15°12′S 150°54′O / -15.2, -150.9 | 19 km    |
| L      | 15°30′S 152°00′O / -15.5, -152.0 | 51 km    |
| M      | 16°06′S 152°24′O / -16.1, -152.4 | 18 km    |
| Q      | 15°12′S 154°42′O / -15.2, -154.7 | 132 km   |
| S      | 14°30′S 154°54′O / -14.5, -154.9 | 18 km    |
| U      | 13°12′S 154°42′O / -13.2, -154.7 | 35 km    |